# Matías Rodrigo Pérez
Matías Rodrigo Pérez Marín (Asunción, 4 gennaio 1994) è un calciatore paraguaiano, difensore del Rubio Ñu e della Nazionale Under-20 di calcio del Paraguay.

## Carriera

### Nazionale
Nel 2013 partecipa al Campionato sudamericano di calcio Under-20 2013 con la Nazionale Under-20 di calcio del Paraguay,  durante il torneo segna 3 reti, grazie a queste e alle 5 di Derlis González Galeano la sua nazione si classifica seconda dietro alla Colombia.